# Körfuknattleikssamband Íslands
Körfuknattleikssamband Íslands ("KKÍ") ordnar med organiserad basket i Island.

## Historik
Förbundet bildades den 29 januari 1961, med Bogi Þorsteinsson som ordförande fram tills han avgick 1969.

## Ordförande
| Namn                           | År        |
| ------------------------------ | --------- |
| Bogi Þorsteinsson              | 1961-1969 |
| Hólmsteinn Sigurðsson          | 1969-1973 |
| Einar Bollason                 | 1973-1976 |
| Páll Júlíusson                 | 1976-1977 |
| Sigurður Ingólfsson            | 1978-1979 |
| Stefán Ingólfsson              | 1979-1981 |
| Kristbjörn Albertsson          | 1981-1982 |
| Helgi Ágústsson                | 1982-1983 |
| Þórdís Anna Kristjánsdóttir    | 1983-1984 |
| Eiríkur Ingólfsson             | 1984-1985 |
| Björn Björgvinsson             | 1985-1988 |
| Kolbeinn Pálsson               | 1988-1996 |
| Ólafur Rafnsson                | 1996-2006 |
| Hannes Sigurbjörn Jónsson      | 2006-2023 |
| Guðbjörg Norðfjörð Elíasdóttir | 2023-2025 |
| Kristinn Albertsson            | 2025-     |

### Fotnoter
1. ↑  ”Körfuknattleikssamband Íslands”. Arkiverad från originalet den 19 augusti 2011. https://web.archive.org/web/20110819121547/http://kki.is/umkki.asp. Läst 20 augusti 2011.